# (e)7
(e)7 é um mini-álbum da carreira solo de Masaaki Endoh. Foi lançado em 25 de janeiro de 2023 pela Lantis e possui 7 faixas.

## Produção
Endoh escreveu praticamente todas as letras.

## Recepção
Sobre o álbum, o CD Journal disse que "é um trabalho cheio de originalidade."
O álbum chegou à 51ª posição da Billboard Japan (e à 60ª no Hot 100).

## Faixas
| N.º            | Título                                      | Letras         | Música           | Arranjo                     | Duração |  |
| 1.             | "(e)7 Must Be Heaven"                       |                | Naozumi Mabuchi  | N. Mabuchi                  | 1:59    |  |
| 2.             | "Justice Man ~Itsuwari no Hero~"            | M. Endoh       | M. Endoh         | amazuti                     | 3:40    |  |
| 3.             | "Noukou Sesshoku Magic"                     | M. Endoh       | Yuki Hidaka      | Y. Hidaka                   | 3:24    |  |
| 4.             | "MONSTER"                                   | M. Endoh       | M. Endoh e TAKEO | TAKEO e Yoshichika Kuriyama | 4:08    |  |
| 5.             | "Sayonarashite Goodbye"                     | M. Endoh       | Atsuki Okuma     | A. Okuma                    | 3:30    |  |
| 6.             | "Moshimo Sekai ga Owaru Sono Hi ga Kite mo" | M. Endoh       | M. Endoh         | Yuki Nara                   | 3:52    |  |
| 7.             | "Honey Honey"                               | Buzzed Monkey  | B. Monkey        | B. Monkey                   | 3:38    |  |
| Duração total: | Duração total:                              | Duração total: | Duração total:   | Duração total:              | 24:12   |  |